# Serie di Lambert

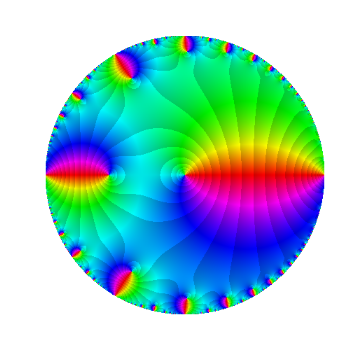
La funzione, rappresentata con Matplotlib, usando una versione del metodo della colorazione del dominio

Nella matematica, una serie di Lambert, chiamata così per Johann Heinrich Lambert, è una serie nella forma
{\displaystyle S(q)=\sum _{n=1}^{\infty }a_{n}{\frac {q^{n}}{1-q^{n}}}.}
Può essere risommata formalmente espandendo il denominatore:
{\displaystyle S(q)=\sum _{n=1}^{\infty }a_{n}\sum _{k=1}^{\infty }q^{nk}=\sum _{m=1}^{\infty }b_{m}q^{m}}
dove i coefficienti della nuova serie sono dati dalla convoluzione di Dirichlet di {\displaystyle a_{n}} con la funzione costante {\displaystyle 1(n)=1}:
{\displaystyle b_{m}=(a*1)(m)=\sum _{n\mid m}a_{n}.\,}
Questa serie può essere invertita attraverso le serie della formula di inversione di Möbius, e inoltre è un esempio di trasformata di Möbius.

## Esempi
Poiché l'ultima somma è tipica nella teoria dei numeri, quasi tutte le funzioni moltiplicative sono sommabili esattamente quando usate in una serie di Lambert. Dunque, per esempio, si ha
{\displaystyle \sum _{n=1}^{\infty }q^{n}\sigma _{0}(n)=\sum _{n=1}^{\infty }{\frac {q^{n}}{1-q^{n}}}}
dove {\displaystyle \sigma _{0}(n)=d(n)} è la funzione sigma che conta il numero di divisori positivi del numero {\displaystyle n}.
Per funzioni sigma di ordine maggiore, si ottiene
{\displaystyle \sum _{n=1}^{\infty }q^{n}\sigma _{\alpha }(n)=\sum _{n=1}^{\infty }{\frac {n^{\alpha }q^{n}}{1-q^{n}}}}
dove {\displaystyle \alpha } è un qualunque numero complesso e
{\displaystyle \sigma _{\alpha }(n)=({\textrm {Id}}_{\alpha }*1)(n)=\sum _{d\mid n}d^{\alpha }\,}
è la funzione sigma.
Le serie di Lambert in cui i termini {\displaystyle a_{n}} sono funzioni trigonometriche, per esempio, {\displaystyle a_{n}=sin(2nx)}, si possono valutare attraverso di varie combinazioni delle derivate logaritmiche delle funzioni theta di Jacobi.
Altre affascinanti serie di Lambert includono la funzione di Möbius {\displaystyle \mu (n)}:
{\displaystyle \sum _{n=1}^{\infty }\mu (n)\,{\frac {q^{n}}{1-q^{n}}}=q.}
La funzione di Eulero {\displaystyle \varphi (n)}:
{\displaystyle \sum _{n=1}^{\infty }\varphi (n)\,{\frac {q^{n}}{1-q^{n}}}={\frac {q}{(1-q)^{2}}}.}
La funzione di Liouville {\displaystyle \lambda (n)}:
{\displaystyle \sum _{n=1}^{\infty }\lambda (n)\,{\frac {q^{n}}{1-q^{n}}}=\sum _{n=1}^{\infty }q^{n^{2}}}
con la somma sulla destra simile alla funzione theta di Ramanujan.

## Forma alternativa
Sostituendo {\displaystyle q=e^{-z}} si ottiene un'altra forma comune della serie, 
{\displaystyle \sum _{n=1}^{\infty }{\frac {a_{n}}{e^{zn}-1}}=\sum _{m=1}^{\infty }b_{m}e^{-mz}}
dove
{\displaystyle b_{m}=(a*1)(m)=\sum _{d\mid m}a_{d}\,}
come prima. Esempi di serie di Lambert in questa forma con {\displaystyle z=2\pi } compaiono nelle espressioni della funzione zeta di Riemann nei numeri dispari; per dettagli, vedere Costanti zeta.

## Uso attuale
Nella letteratura la serie di Lambert viene applicata a una grande varietà di somme. Per esempio, poiché {\displaystyle q^{/}(1-q^{n})=\mathrm {Li} _{0}(q^{n})} è una funzione polilogaritmo, ci si può riferire a queste somme
{\displaystyle \sum _{n=1}^{\infty }{\frac {\xi ^{n}\,\mathrm {Li} _{u}(\alpha q^{n})}{n^{s}}}=\sum _{n=1}^{\infty }{\frac {\alpha ^{n}\,\mathrm {Li} _{s}(\xi q^{n})}{n^{u}}}}
come serie di Lambert, assumendo che i parametri sono opportunamente limitati. Dunque
{\displaystyle 12\left(\sum _{n=1}^{\infty }n^{2}\,\mathrm {Li} _{-1}(q^{n})\right)^{\!2}=\sum _{n=1}^{\infty }n^{2}\,\mathrm {Li} _{-5}(q^{n})-\sum _{n=1}^{\infty }n^{4}\,\mathrm {Li} _{-3}(q^{n}),}
che vale per ogni numero complesso {\displaystyle q} non sul cerchio unitario, potrebbe essere considerata un'identità delle serie di Lambert. Questa uguaglianza segue in maniera chiara da alcune identità pubblicate dal matematico indiano Srinivasa Ramanujan. Per una profonda esplorazione dei lavori di Ramanujan, si possono leggere i testi di Bruce Berndt.